# Nedda Guidi
Nedda Guidi (Gubbio, 22 de marzo de 1927 – Roma, 13 de abril de 2015) fue una ceramista, escultora y pintora italiana.

## Trayectoria
Interesada en la pintura y el dibujo desde su juventud, más tarde se acercaría a la escultura cerámica donde encontró su medio de expresión. Guidi se licenció en Filosofía en la Universidad de Urbino con una tesis sobre John Dewey, el pensamiento de este filósofo marcó su producción artística. Tras su licenciatura impartió clases que compaginó con la pintura. Su acercamiento a la cerámica fue a raíz de un breve aprendizaje en la fábrica de loza de Gualdo Tadino, completando su formación de forma autodidacta.
A mediados de la década de los cincuenta se trasladó a Roma, donde abrió su propio taller de cerámica en via Maggi 109. Asistió al Centro de Educación Artística de la Autoridad Educativa de Roma donde se inició en la investigación y experimentación de los procesos de cocción, materias primas y pigmentos, trabajando en proyectos donde afrontó problemas técnicos específicos. En esta época predominan las formas tridimensionales con una gruesa capa de vidriado, que a finales de la década irán evolucionando a volúmenes bidimensionales con relieves.
De 1960 a 1965 trabajó en el tema de los Fogli, láminas de terracota, incluso de gran tamaño, de apenas unos pocos milímetros de espesor, tratadas de diferentes maneras, con intervenciones gestuales que se acercan al lenguaje informalista. Estas serían las obras de su primera exposición individual en la Galleria Numero de Roma en 1964. En los años siguientes creó la serie Moduli, piezas en volumen con colores artificiales, basadas en formas elementales. Este estudio modular marcó toda su obra.Se trata de formas geométricas que se repiten en patrones organizados, que se combinan o fusionan siguiendo un ritmo. El vidriado es uniforme y liso y de colores enérgicos que van de los negros aluminizados a rojos y azules. Esta experimentación la llevó hasta la década de los setenta, cuando deja los vidriados y crea mesas de muestreo en terracota y óxidos metálicos. Mezcla los óxidos directamente sobre la arcilla, en ellas marca la fórmula química que las compone y los pormenores de su investigación.
En 1976, con Carla Accardi, Suzanne Santoro, Anna Maria Colucci, Stephanie Oursler y LeoNilde Carabba, fundó la Cooperativa Beato Angelico, el primer espacio romano dedicado a mujeres artistas, trabajaban como una galería autogestionada. Este proyecto funcionó hasta 1978 y, teniendo como eje la relación entre el arte y el feminismo, publicó y documentó las posiciones de mujeres artistas del pasado y contemporáneas. En 1976 realizó la primera antología organizada por la Bienal de Escultura de Gubbio. Otra de sus iniciativas fue la de posibilitar un espacio cultural para  cuerpos no normativos, trabajando en la rehabilitación de niños afectados por el síndrome de Down.
Sus obras, durante la década de 1980, se muestran más depuradas, yendo más allá de la categorización dentro de un 'ismo', evolucionando a piezas más enraizadas en la historia de la cerámica como vasos o bustos humanos inexpresivos. En 1990, combinó el movimiento espiral con líneas muy precisas. La creación de Guidi muestra la depuración de ideas, líneas, conceptos y volúmenes.
Sus obras han sido presentadas en Masters of Modern Ceramics de Faenza (1986), en la Quinta Bienal de Cerámica Artística de Savona (1992), en Italian Ceramists de Castellamonte (1995). A partir de los años 2000 se acercó a las poéticas vinculadas al arte pobre y al minimalismo. En 2013 el Museo de Cerámica Montelupo Fiorentino organizó la exposición Homenaje a Nedda Guidi.
Tras su muerte en 2015, la XXVI Bienal de Escultura de Gubbio de 2016, organizó la primera retrospectiva póstuma en el cuadragésimo aniversario de la primera antología de Gubbio. En 2018, la retrospectiva La Possibile Unione presentó sus creaciones artísticas desde principios de los años cincuenta hasta finales de los ochenta: la primera exposición real centrada en sus obras pictóricas. La 60.ª Bienal de Venecia, celebrada en 2024, exhibió por primera vez su obra en dos espacios, su creación artística entre los años 1960 y 1970, con muestras de sus piezas modulares, en Forte Marghera, y sus últimas obras en los Giardini.
Además de una ceramista destacada del arte contemporáneo, Guidi fue una importante escritora y pedagoga, muy comprometida con la docencia.